# Annikki Paasikivi
Annikki Aarre Paasikivi (Helsinki, 20 de noviembre de 1898-ibíd., 25 de noviembre de 1950) fue una arquitecta finlandesa.

## Biografía
Hija de Anna Paasikivi y de Juho Kusti Paasikivi, nació en Helsinki en 1898.
En 1924 se diplomó como arquitecta por la Universidad Politécnica de Helsinki. Posteriormente, trabajó como asistente del arquitecto municipal de Kajaani.
Entre 1933 y 1937, estudió ciencias políticas en la Universidad de Ginebra. Entre 1933 y 1939 trabajó en la Sociedad de las Naciones en Ginebra.
Durante la Segunda Guerra Mundial vivió en Dinamarca y trabajó para la asociación Finlands hjelp. Entre 1946 y 1950, trabajó para Yleisradio.

## Homenajes
La beca para estudiantes de arquitectura de la Universidad Aalto lleva su nombre.

## Obras principales
- Kajaanin Sissilinna, Kajaani (1926)[nota 1][4]
- Edificio Korpilinna de la guardia civil, Kuhmo (1926),
- Cuartel militar del Kainuu (1926)
- Casa de Juho Kusti Paasikivi, Taka-Töölö (1930)[nota 2][5]